# 惠保（香港）
惠保（香港）有限公司，簡稱惠保（香港）（英語：Vibro (H.K.) Limited，港交所除牌時0277.HK），在1929年，由當時英國惠保集團設立，現時是新創建集團旗下公司。主要土木、地基、岩土工程等業務。
過去在1968年，由「惠保建業有限公司」（英語：Vibro (Holdings) Limited）設立，以及在香港交易所主板上市，但到了1986年，已轉手給陳海壽家族，並購回給新世界發展有限公司，現時由太興置業有限公司取代上市。

## 連結
- Vibro.com.hk